# Rudolf Benesh
Rudolf Benesh (født 16. januar 1916, død 3. maj 1975 i London, England) var en britisk matematiker og skaberen af Beneshs bevægelsesnotation til dans.